# Trage rietkever
De trage rietkever (Plateumaris sericea) is een keversoort uit de familie bladkevers (Chrysomelidae). De wetenschappelijke naam van de soort werd in 1761 gepubliceerd door Linnaeus.